# Gelijkgestelde periodes in de pensioenopbouw bij werknemers
Gelijkgestelde periodes in de pensioenopbouw bij werknemers zijn periodes die door de Belgische wetgever gelijkgesteld zijn met arbeidsdagen. De gelijkgestelde perioden dienen als financieel vangnet in de pensioensreglementering.
De idee achter deze maatregel is dat niemand er vrijwillig voor kiest om niet te kunnen of niet te mogen werken. De gelijkgestelde perioden zijn daarom een vangnet in de pensioenreglementering. Deze maatregel uit het arbeidsrecht moet voorkomen dat personen die om diverse redenen niet kunnen werken (onvrijwillig) hiervoor ook nog eens financieel worden gestraft door een laag pensioenbedrag.

## Periodes die in aanmerking komen als gelijkgestelde periode
- Legerdienst
- Onvrijwillige werkloosheid
- Periodes van arbeidsongeschiktheid wegens ziekte of invaliditeit
- Periodes van bevallingsrust
- Brugpensioen
- Bepaalde vormen van loopbaanonderbreking (in tijd beperkt en aan voorwaarden verbonden)